# Visor om Slutet
Visor om Slutet (Piosenki o końcu) – minialbum folk metalowego zespołu Finntroll. Płyta jest eksperymentem akustycznym. Została wydana w 2003 roku przez Spinefarm Records.
Visor om Slutet był wydany po pasmie nieszczęść jakie spotkały zespół. Album jest dedykowany zmarłemu Teemu Raimorancie. Płyta jest akustycznym eksperymentem, została nagrana w lesie niedaleko Helsinek. Na płycie tej zostały użyte przez zespół instrumenty nietypowe dla muzyki metalowej np. mirliton. Choć płyta nie przypominała dotychczasowej twórczości Finntroll, cieszyła się powodzeniem.

## Lista utworów
Na albumie znalazło się jedenaście utworów:
| Nr  | Tytuł utworu               | Polskie tłumaczenie              | Długość |
| --- | -------------------------- | -------------------------------- | ------- |
| 1.  | „Suohengen Sija”           | Miejsce bagiennego ducha         | 2:58    |
| 2.  | „Asfågelns Död”            | Śmierć padniętego ptaka          | 3:47    |
| 3.  | „Försvinn Du Som Lyser”    | Przepadnij ty, który świecisz    | 2:38    |
| 4.  | „Veripuu”                  | Krwawe Drzewo                    | 1:16    |
| 5.  | „Under Varje Rot och Sten” | Pod każdym Korzeniem i Kamieniem | 3:17    |
| 6.  | „När Allt Blir Is”         | Kiedy Wszystko Zmienia Się w Lód | 2:37    |
| 7.  | „Den Sista Runans Dans”    | Taniec Ostatniej Runy            | 3:44    |
| 8.  | „Rov”                      | Żer                              | 2:05    |
| 9.  | „Madon Laulu”              | Pieśń robaków                    | 4:01    |
| 10. | „Svart Djup”               | Czarna głębina                   | 3:57    |
| 11. | „Avgrunden Öppnas”         | Otwiera się przepaść             | 2:20    |
|     |                            |                                  | 32:40   |

## Twórcy
Album tworzyli:
- Sami Uusitalo - gitara basowa
- Samu Ruotsalainen - perkusja
- Henri Sorvali - gitara, keyboard
- Samuli Ponsimaa - gitara
- Teemu Raimoranta - gitara
- Jan Jämsen - wokal
- Tapio Wilska - wokal